# Manuel Chaves González
Manuel Chaves González (Ceuta, 7 juli 1945) is een Spaans politicus van de socialistische arbeiderspartij PSOE. Hij was tussen 1990 en 2009 president van Andalusië en tijdens zijn loopbaan is hij eveneens meerdere malen minister geweest. In 2019 is hij door de rechtbank in Sevilla veroordeeld voor zijn betrokkenheid bij het corruptieschandaal zaak-ERE.

## Loopbaan
Chaves is geboren in de Spaanse exclave Ceuta op 7 juli 1945 als zoon van een kolonel van de infanterie van het franquistische leger. Zijn moeder was verantwoordelijke voor de lokale vrouwenafdeling van de falangistische partij. Het gezin verhuist later naar Cádiz en nog later naar Sevilla.
Manuel Chaves heeft rechten gestudeerd aan de Universiteit van Sevilla. In 1968 werd hij professor aldaar, vervolgens in 1972 aan de Universiteit van Cádiz en in 1976 aan de Universiteit van Bilbao.

### Politieke carrière
In 1968 wordt Chaves lid van de Partido Socialista Obrero Español, de socialistische partij, en de vakbond UGT, die in die tijd, onder het regime van Francisco Franco, verboden waren. Binnen die vakbond zet hij de afdeling voor onderwijzend personeel op.
Bij de eerste democratische verkiezing na de dood van Franco, in 1977, wordt hij in het Congres van Afgevaardigden in Madrid verkozen als vertegenwoordiger voor de stad Cádiz. Tijdens de derde legislatuur (1986-1989) is hij minister van werkgelegenheid onder premier Felipe González.
In 1990 gaat hij terug naar Andalusië waar hij tot regionaal president wordt verkozen, een functie die hij blijft vervullen tot 2009, als premier Zapatero opnieuw naar Madrid wordt gehaal om tijdens diens tweede regering minister van territoriale politiek en openbaar bestuur te worden. In de laatste maanden van die regeerperiode is hij tevens tweede vicepremier, belast met territoriale zaken.
In november 2011 verliest de PSOE de nationale verkiezingen en gaat de oppositie in. Chaves wordt bij die verkiezingen opnieuw in het congres gekozen als vertegenwoordiger voor Cádiz.

## Zaak-ERE
In de periode dat Chaves president was van de Junta de Andalucía was hij betrokken bij frauduleuze vervroegde pensioenen. Dit corruptieschandaal staat bekend onder de naam Caso de los ERE ('Zaak-ERE'). Op 19 november 2019 werd hij voor het belemmeren van de rechtsgang in deze zaak veroordeeld tot 9 jaar onverkiesbaarheid.

## Privéleven
Manuel Chaves is getrouwd en heeft een zoon en een dochter.
- Biblioteca Nacional de España: XX1090551
- Catàleg d'autoritats de noms i títols de Catalunya: 981058511803506706
- Gemeinsame Normdatei: 141448512
- International Standard Name Identifier: 0000 0001 1499 4737
- Library of Congress Control Number: n2009056557
- Nationale Bibliotheek van Polen: a0000002991517
- Virtual International Authority File: 162482767
- WorldCat: E39PBJc7RRBh6B4HhMCd4pbrv3